# Ла-Вильдьё-ан-Фонтенет
Ла-Вильдьё-ан-Фонтене́т (фр. La Villedieu-en-Fontenette) — коммуна во Франции, находится в регионе Франш-Конте. Департамент — Верхняя Сона. Входит в состав кантона Со. Округ коммуны — Люр.
Код INSEE коммуны — 70555.

## География
Коммуна расположена приблизительно в 310 км к юго-востоку от Парижа, в 65 км севернее Безансона, в 17 км к северу от Везуля.

## Население
Население коммуны на 2010 год составляло 184 человека.
| 1962 | 1968 | 1975 | 1982 | 1990 | 1999 | 2010 |
| ---- | ---- | ---- | ---- | ---- | ---- | ---- |
| 178  | 185  | 162  | 196  | 177  | 155  | 184  |

## Экономика

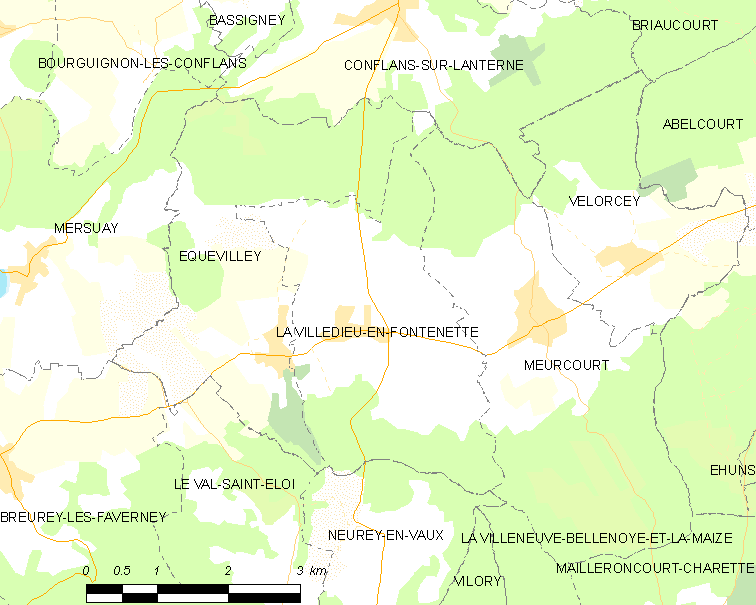
Карта коммуны

В 2010 году среди 114 человек трудоспособного возраста (15—64 лет) 78 были экономически активными, 36 — неактивными (показатель активности — 68,4 %, в 1999 году было 71,7 %). Из 78 активных жителей работали 71 человек (40 мужчин и 31 женщина), безработных было 7 (1 мужчина и 6 женщин). Среди 36 неактивных 10 человек были учениками или студентами, 15 — пенсионерами, 11 были неактивными по другим причинам.